# Adams Morgan
Adams Morgan é uma bairro localizado no noroeste de Washington, D.C. centrada na intersecção da Rua 18 e Columbia Road. Adams Morgan é uma das maiores comunidades hispânica da cidade.
O bairro faz divisa com Dupont Circle ao sul, Triângulo Kalorama ao sudoeste, Mount Pleasant ao norte, e Columbia Heights ao leste. O bairro é delimitado pela Avenida Connecticut no sudoeste, Rock Creek Park a oeste, Harvard Street ao norte, a Rua 16 a leste, e Florida Avenue ao sul.